# Cnemidophorus arenivagus
Cnemidophorus arenivagus es una especie de lagarto de la familia  Teiidae que se encuentra en Venezuela